# Bouhmama
Bouhmama è un comune dell'Algeria, situato nella provincia di Khenchela.